# Kallkälltjärnen, Medelpad
Kallkälltjärnen är en sjö i Sundsvalls kommun i Medelpad och ingår i Selångersåns huvudavrinningsområde.